# Reesereyland

Frühere Lage (bis 1969) von Reesereyland im Amt Rees-Land

Reesereyland, heute oft auch Reeser Eyland genannt, ist ein Naturschutzgebiet und ein heute unbewohnter Ortsteil auf dem Gebiet der Stadt Rees im Kreis Kleve in Nordrhein-Westfalen. Bis 1969 war Reesereyland eine eigenständige Gemeinde im damaligen Kreis Rees.

## Geographie
Reesereyland ist eine alte Rheinhalbinsel südöstlich der Reeser Kernstadt, im Osten bogenförmig begrenzt durch einen Altrheinarm und im Westen begrenzt durch den heutigen Flusslauf des Rheins. Im Mittelalter war das Gebiet noch linksrheinisch. Auf Reesereyland bestand eine kleine Bauerschaft, die in der Neuzeit nur aus drei Höfen bestand, dem van Willichshof, dem Steppenhof und dem Groß Sandenhof. Vom Rhein aus führen zwei durch Kiesabbau entstandene Flussarme auf die Halbinsel, an denen sich Anlegestellen für Frachtschiffe und deren Verladung befinden. Das Gebiet beiderseits des Altrheins gehört zum Naturschutzgebiet KLE-030 Altrhein Reeser-Eyland. Die ehemalige Gemeinde Reesereyland besaß eine Fläche von 4,1 km².

## Geschichte
Seit dem 19. Jahrhundert bildete Reesereyland eine Landgemeinde in der Bürgermeisterei Rees-Land (seit 1928 Amt Rees-Land) im Kreis Rees im Regierungsbezirk Düsseldorf.
Im  Zweiten Weltkrieg fand im März 1945 in Höhe Reesereyland eine der Rheinüberquerungen der alliierten Streitkräfte im Rahmen der Operation Plunder statt.
Am 1. Juli 1969 wurde Reesereyland durch das Gesetz zur Neugliederung von Gemeinden des Landkreises Rees in die Stadt Rees eingegliedert. In der Folgezeit wurden sämtliche noch bestehenden Gebäude entfernt, so dass das Gebiet heute unbewohnt ist.

## Bildergalerie

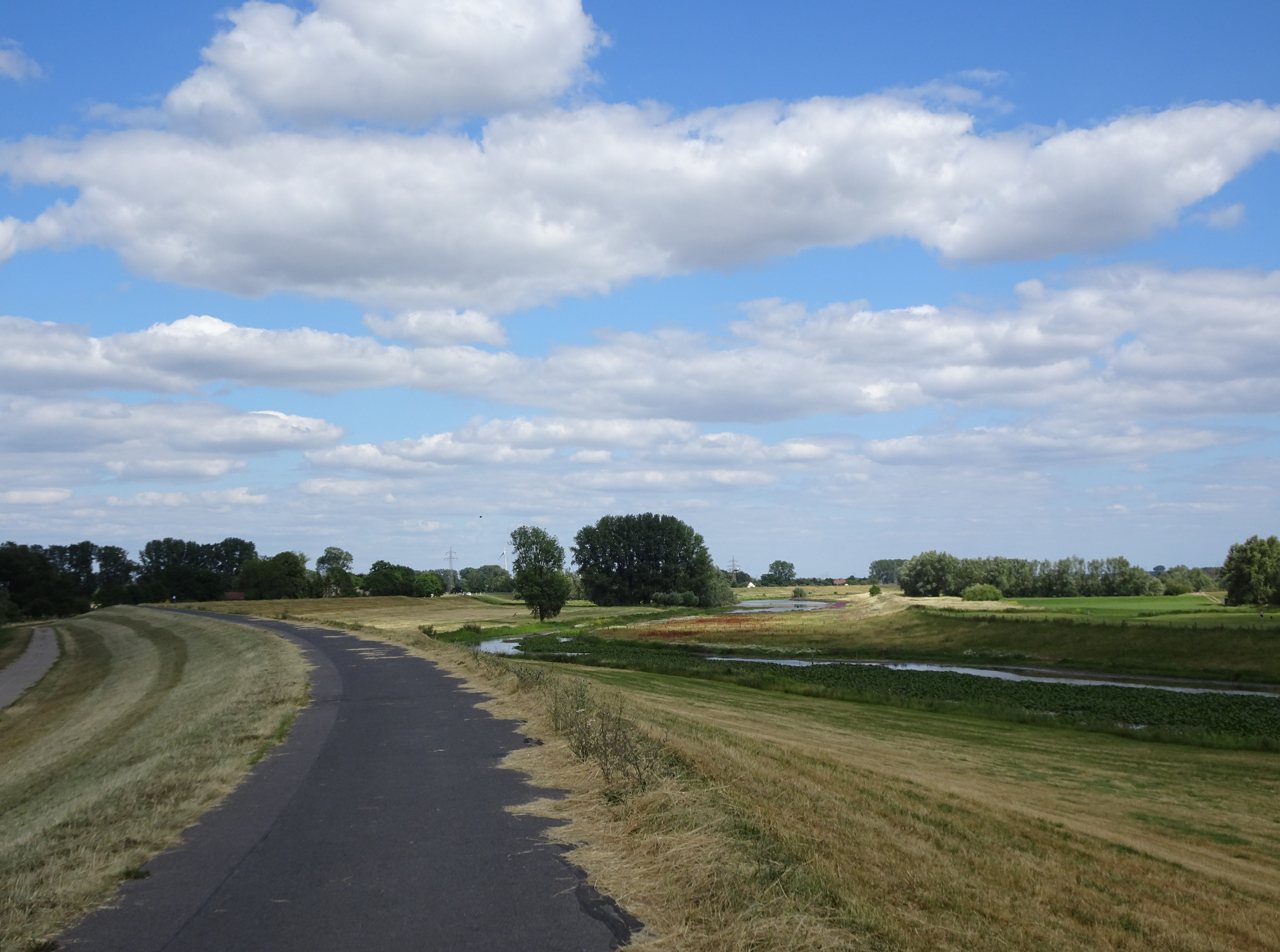
Deich am Altrhein
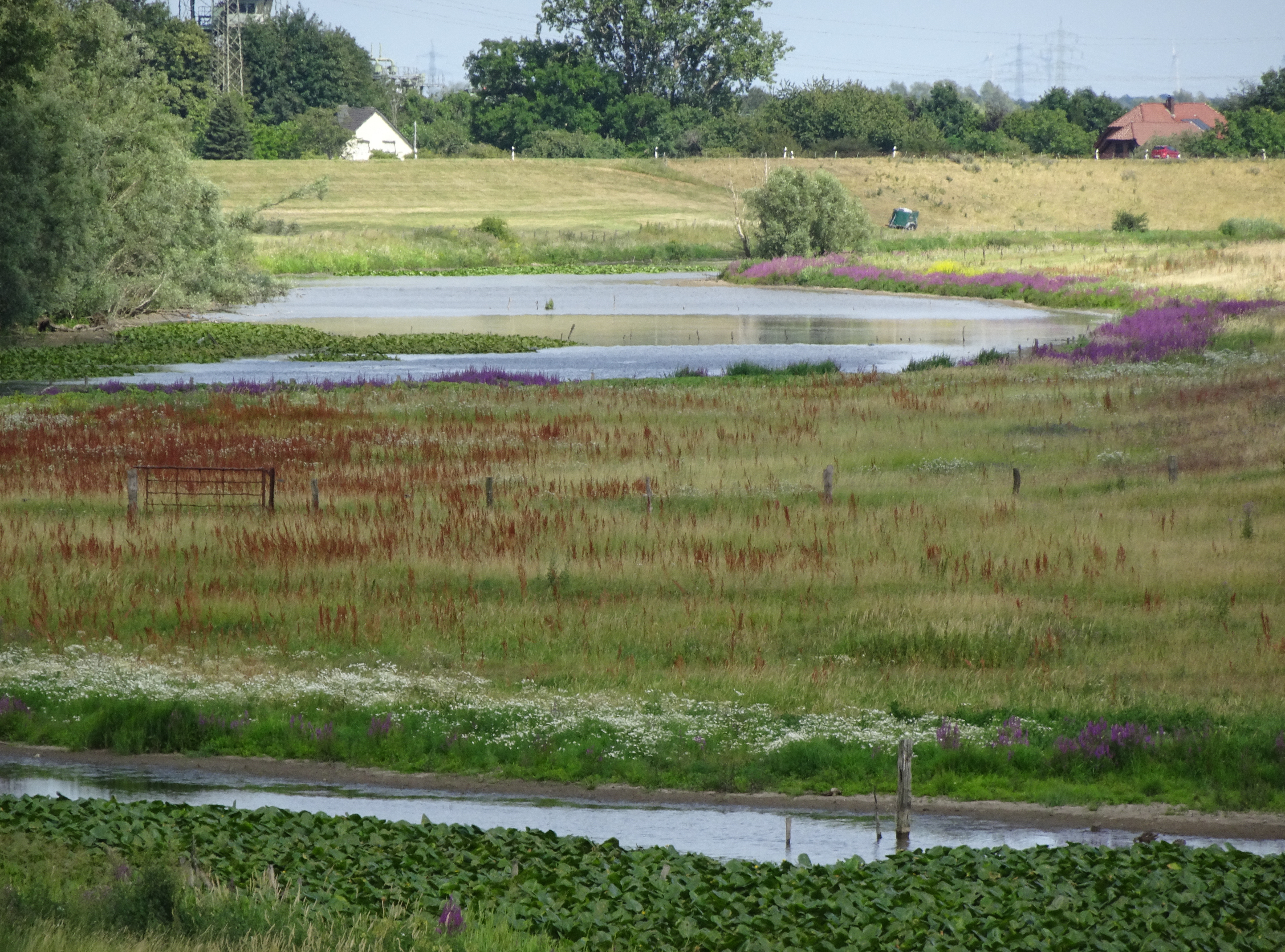
Reeser Altrhein
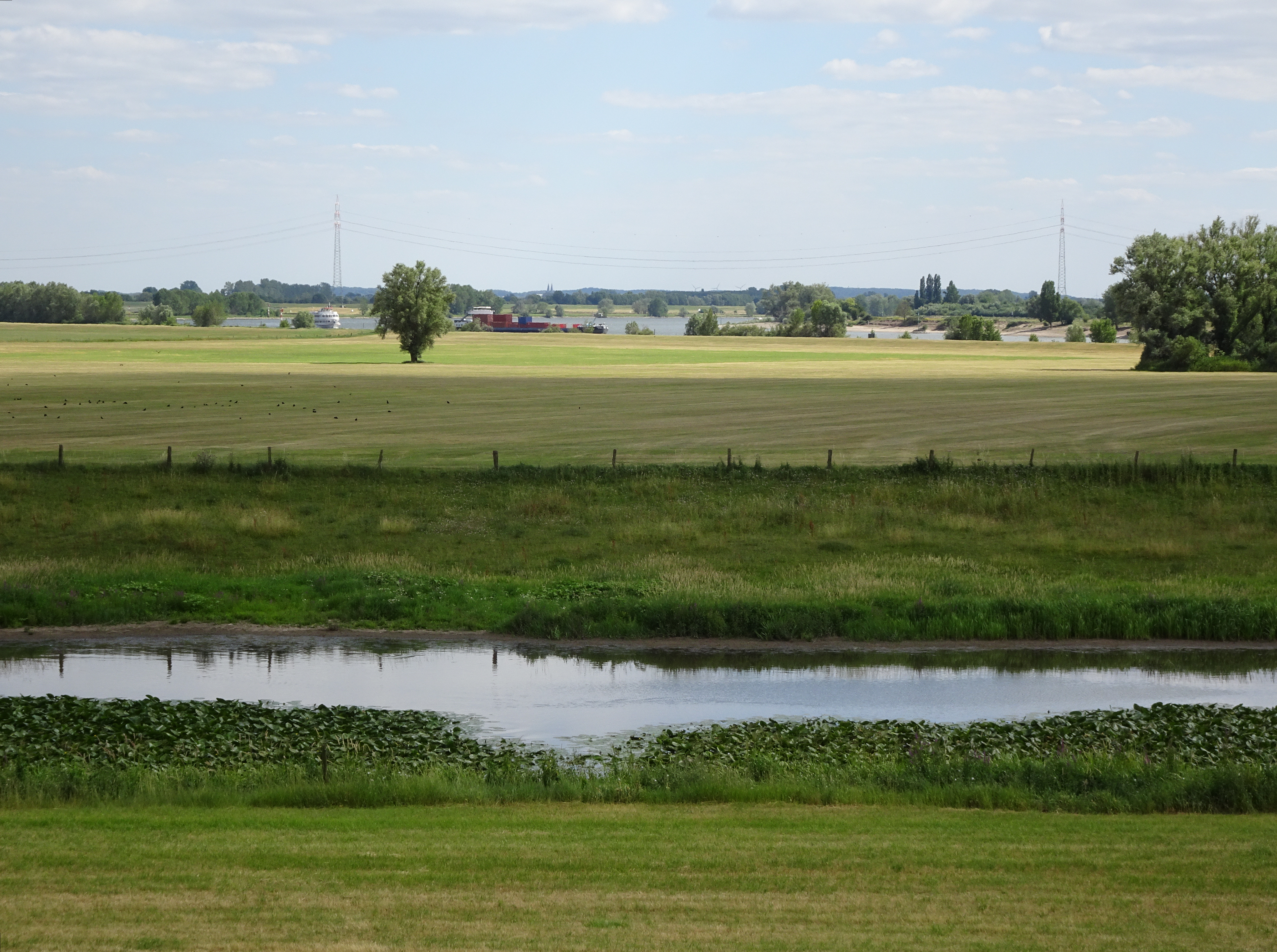
Altrhein und Reeser Eyland
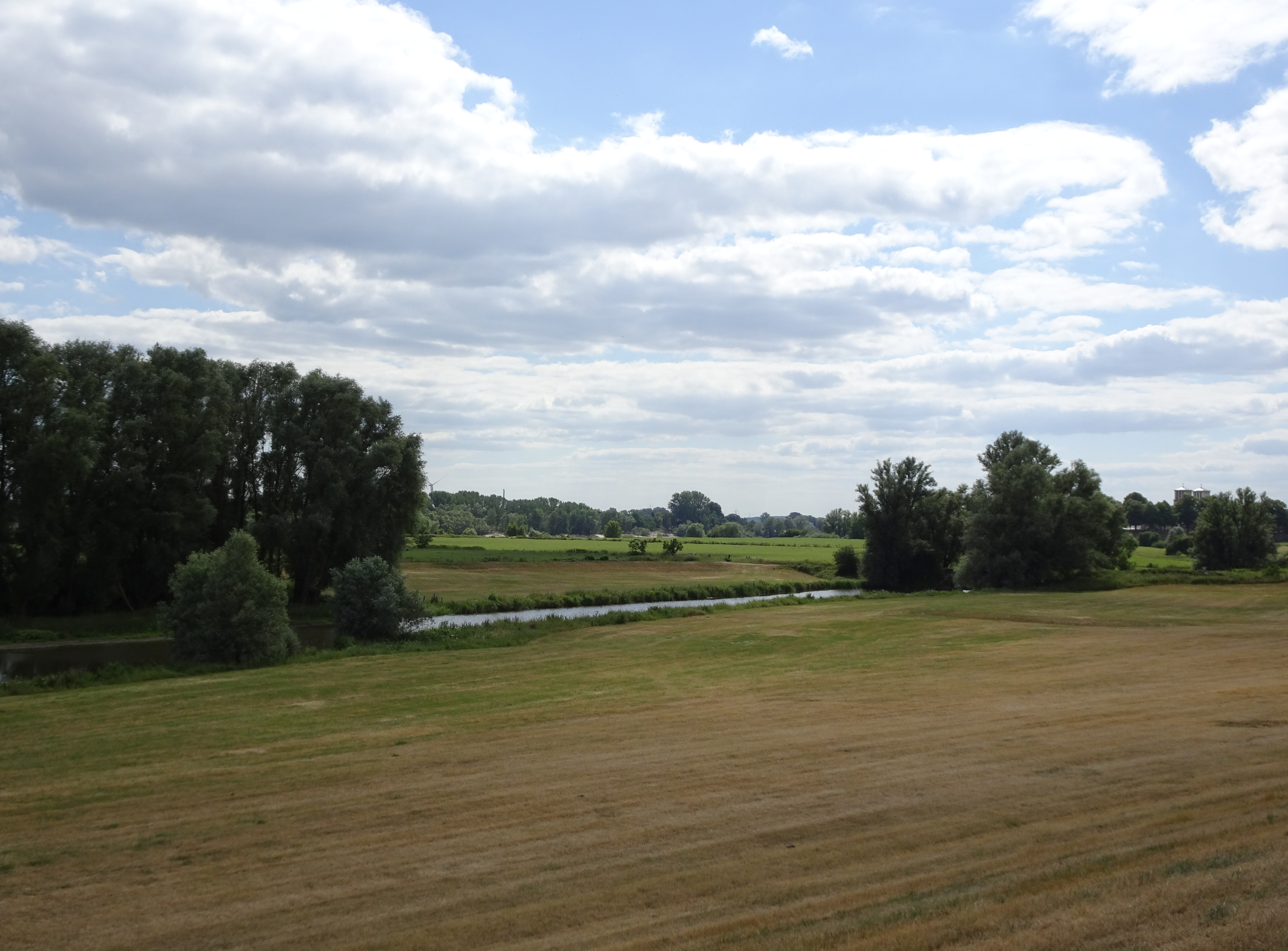
Altrhein und Reeser Eyland

## Einwohnerentwicklung
| Jahr | Einwohner | Quelle |
| ---- | --------- | ------ |
| 1832 | 52        | [ 5 ]  |
| 1861 | 34        | [ 3 ]  |
| 1871 | 36        | [ 6 ]  |
| 1885 | 24        | [ 7 ]  |
| 1910 | 22        | [ 8 ]  |
| 1925 | 25        | [ 2 ]  |
| 1939 | 23        | [ 9 ]  |